# MetLife
MetLife, Inc., Скорочено від Metropolitan Life Insurance Company, Inc. — провідний міжнародний холдинг у сфері страхування та пенсійного забезпечення. Компанія MetLife надає клієнтам широкий спектр продуктів і послуг страхування життя і здоров'я від нещасного випадку і пенсійного забезпечення через мережу дочірніх компаній і філій, банків-партнерів і каналів прямого маркетингу.
MetLife займає лідируючі позиції на ринках США, Японії, Латинської Америки, Азіатсько-Тихоокеанського регіону, Європи і Близького Сходу.

## Історія

### Становлення компанії
У 1863 році групою Нью-Йоркських бізнесменів була заснована «Національна об'єднана компанія страхування життя і здоров'я» (National Union Life and Limb Insurance Company). Зібравши 100 тисяч доларів США, в липні наступного року вони розпочали страхувати моряків і солдатів Громадянської війни від втрати працездатності через поранення, нещасних випадків і хвороб. До кінця року компанія уклала всього 17 контрактів по страхуванню життя і 56 контрактів по страхуванню від нещасних випадків і виявилася на останньому місці в списку з двадцяти семи страхових компаній штату Нью-Йорк з поточним дефіцитом в 1400 доларів.
Через п'ять років, після ряду реорганізацій, директор компанії доктор медицини Джеймс Д. Доу і рада директорів вирішили припинити надавати послуги зі страхування від нещасних випадків і сконцентруватися на страхуванні життя. У зв'язку з цим компанія була перейменована в Metropolitan Life Insurance Company, скорочено MetLife. 24 березня 1868 року були укладені перші контракти. Офіс компанії, розташований за адресою 243 Бродвей, Манхеттен, складався з двох кімнат, що було цілком достатньо для шістьох співробітників.

### Час зростання
Серйозна економічна криза, що вибухнула на початку 1870-х, змусила компанію уповільнити свій ріст, і до кінця десятиліття вона досягла свого мінімуму. У той момент президент MetLife Джозеф Ф. Кнапп звернувся до досвіду страхових компаній Великої Британії, серед яких була поширена практика промислового («робочого») страхування. 1879 року Кнапп представив програми страхування життя в промисловому середовищі — недорогі страхові поліси, премії за якими збиралися щотижня або щомісяця у власника поліса. Компанією були найняті британські фахівці для підготовки страхових агентів безпосередньо в США.

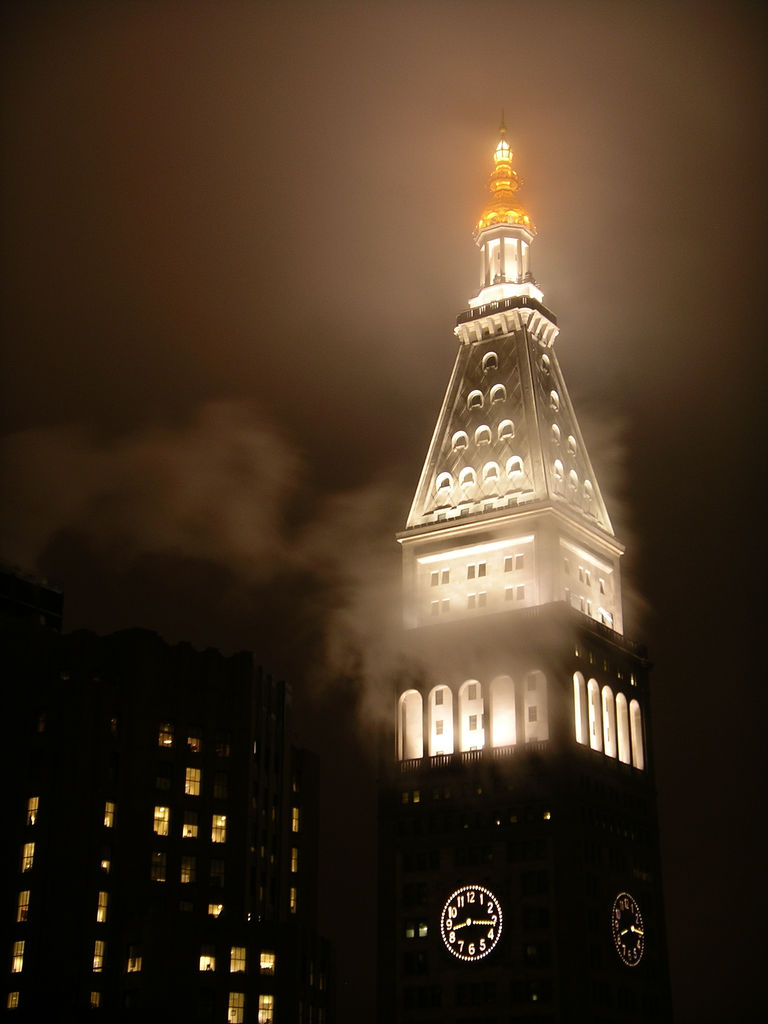
МетЛайф Тауер — штаб-квартира і символ компанії до 2005 року

До 1880 року було продано чверть мільйона полісів промислового страхування, що дозволило компанії отримати майже один мільйон доходу від отриманих премій. До 1909 року за показником «діючі поліси страхування життя» (загальна вартість виданих страхових полісів) MetLife стала найбільшою в США компанією, що займається страхуванням життя.
У 1907 році було розпочато будівництво головного офісу компанії — Мет Лайф Тауер. Цей розташований в Нижньому Манхеттені хмарочос був найвищим будинком у світі з моменту його спорудження в 1909 до 1913 року і служив штаб-квартирою компанії до 2005 року. Довгі роки зображення будівлі зі світловим шпилем і слоганом «Ніколи незгасаюче світло» використовувалося в рекламі MetLife.
Піклуючись про безпеку своїх клієнтів, компанія ухилялася від активної гри на фондовій біржі під час фінансового буму епохи «просперіті». Така політика дозволила MetLife пережити біржовий крах в 1929 році практично без втрат, в той час як безліч інших страхових компаній були розорені. У роки великої депресії MetLife продовжувала здійснювати страхові виплати, що для багатьох її клієнтів стало порятунком від злиднів. У 1930-ті роки компанія була лідером на американському ринку страхування, її клієнтами були кожен п'ятий чоловік, жінка і дитина в США та Канаді. Тоді ж традиційне для MetLife інвестування в іпотеку і кредитування фізичних осіб перестало давати результати через зниження цін на нерухомість і процентних ставок по кредитах, які були викликані кризою. У цих умовах було вирішено вкладати в облігації комунальних підприємств, державні цінні папери і видавати позики на будівництво комерційної нерухомості. MetLife фінансувала будівництво Емпайр-стейт-білдінг в 1929 році, рятуючи тим самим проєкт від банкрутства, а в 1931 році надала кошти для будівництва Рокфеллерського центру.

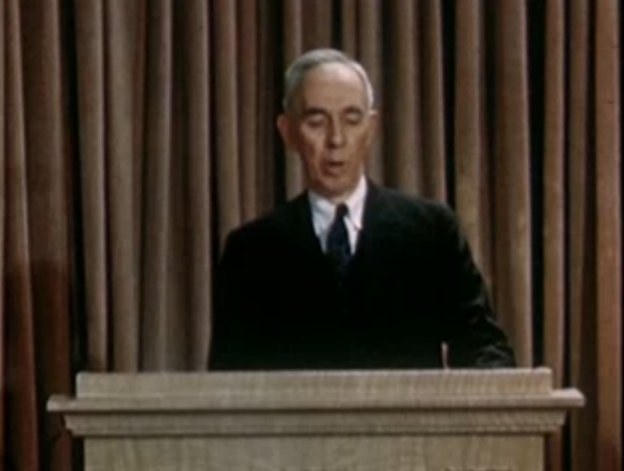
Президент компанії Лерой Лінкольн в 1947 році

Під час Другої Світової війни компанія вклала понад 51 відсоток своїх активів в військові облігації і стала найбільшим приватним спонсором Антигітлерівської коаліції.
У післявоєнний період компанія розширила свою присутність в приміських районах, провела децентралізацію управління і дала початок навчанню своїх агентів по роботі у всіх сегментах ринку страхування. Крім цього, компанія почала просування групових страхових продуктів серед роботодавців та установ. До 1979 року діяльність компанії зосередилася на чотирьох основних напрямках: групове, індивідуальне та пенсійне страхування, а також інвестиції. 1981 року за 400 мільйонів доларів США MetLife придбала будівлю, нині знану як MetLife Building, у групи, в яку входила компанія Pan American World Airways.

### Вихід на світовий ринок
До кінця XX століття MetLife була дуже консервативною американською компанією, яка не мала особливих експансіоністських прагнень. Однак на рубежі століть економічна ситуація змусила страховиків виходити на світовий ринок. Крім того, до змін підштовхувало те, що найближчі конкуренти MetLife Prudential і John Hancock оголосили про плани перетворення в публічні компанії. Для проведення змін був залучений новий генеральний директор і голова ради директорів Роберт Бенмоше (Bob Benmosche). Характерною була приведена в BusinessWeek фраза Бенмоше «Сплячий гігант більше не спить. Ми збираємося розбудити весь світ».
У 1998 році рада директорів компанії дозволила провести демутуалізацію, тобто перехід в форму акціонерного товариства. Через півтора року, в квітні 2000 року, MetLife провела перший публічний продаж акцій (IPO), випустивши 202 мільйонів акцій за ціною 14,25 доларів США за акцію. На момент IPO у MetLife було дев'ять мільйонів акціонерів — найбільше число серед компаній Північної Америки. Проте, IPO пройшло не надто вдало — із запланованих 6,1 мільярдів доларів вдалося залучити лише 2,88 мільярда.

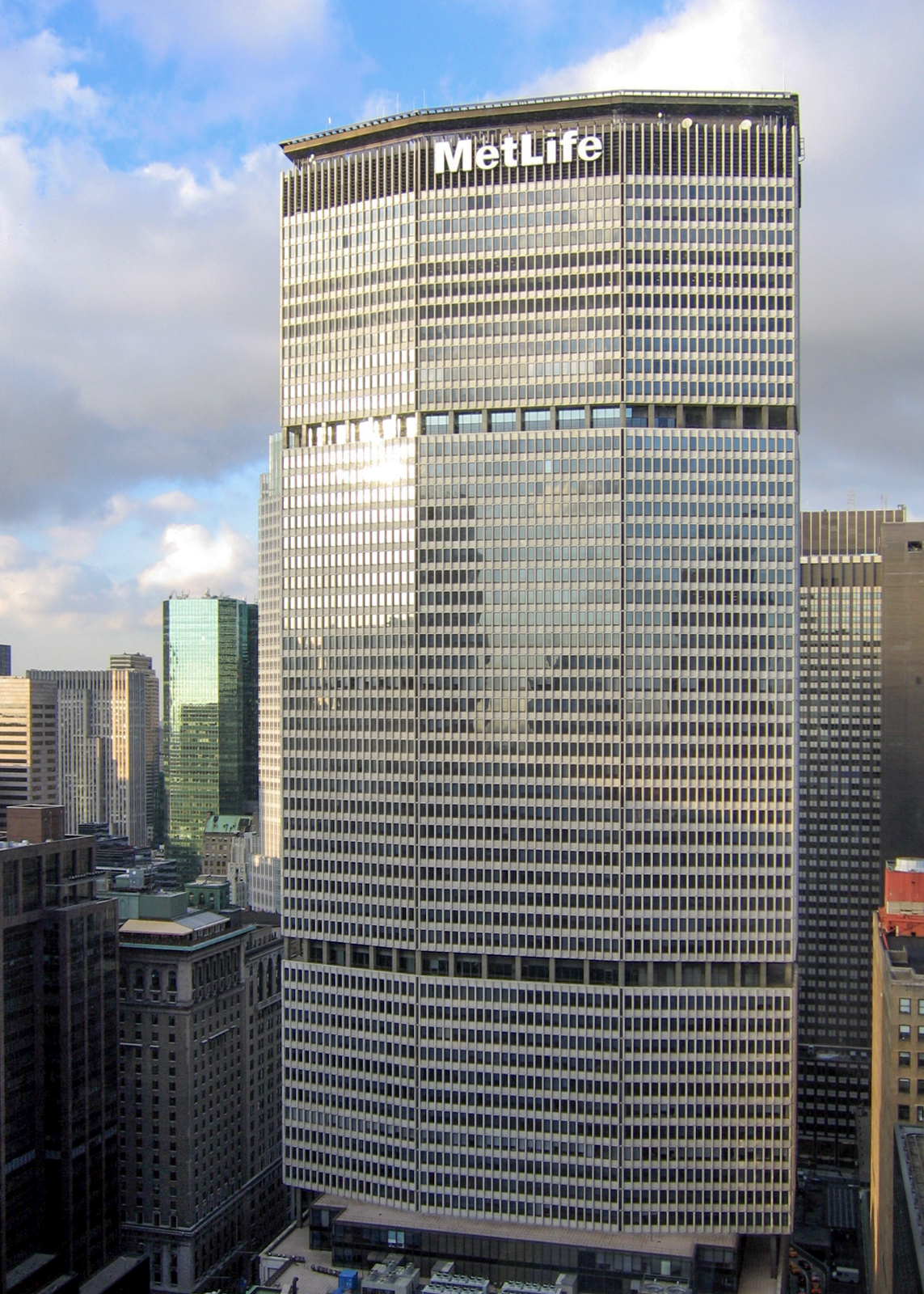
МетЛайф Білдінг — штаб-квартира Metlife

Через чотири місяці після IPO компанія почала повномасштабну експансію. Першим великим купленим активом став банк Grand Bank, перейменований в MetLife Bank. Ця покупка зробила MetLife учасником роздрібного банківського бізнесу, а також дозволила створити інвестиційну групу MetLife. Поява вільних активів дозволила компанії почати запланований вихід на світовий ринок. 2000 року MetLife отримала ліцензії на ведення бізнесу в Польщі та на Філіппінах, в наступному році — в Індії, в ще через два роки — в Китаї. При цьому частка MetLife на китайському ринку, також як і на страховому ринку Польщі, залишалася незначною. Найуспішніше йшли справи в Індії, де до кінця 2009 року частка MetLife досягла 3,5 %. В Індії американський страховик співпрацював з місцевими партнерами, бо індійські закони не дозволяють іноземним компаніям володіти часткою більшою ніж 26 % капіталу в місцевій страховій компанії.
На інших ринках експансія привела до більш вражаючих результатів — MetLife стала найбільшою компанією в сфері страхування життя в Мексиці, третьою за швидкістю зростання в Бразилії, найбільшим аннуїтетним страховиком Чилі (для цього в 2004 році було викуплено 59 % акцій місцевого банку Banco Estado Corredora de Seguros), а також увійшла в число найбільших універсальних страховиків життя в Південній Кореї.
Продовжуючи експансію, в 2005 році MetLife повністю викупила Travelers Life & Annuity і практично повністю — міжнародну частину страхового бізнесу Citigroup. Сума угод склала 12 мільярдів доларів США. На момент укладання угоди придбання Travelers зробило MetLife найбільшою компанією індивідуального страхування в Північній Америці. Крім того, число клієнтів компанії за межами США збільшилася з 9 до 15 мільйонів, а сама компанія стала лідером на ринках Мексики, Південної Кореї і Японії, а також почала просування в Австралію і Західну Європу, де раніше була представлена тільки в Іспанії.

### Купівля «Alico»
У 2008 році розгорілась світова економічна криза, яка поставила багато провідних страхових компаній світу на межу банкрутства. «MetLife», випустивши додаткові акції на 2,3 мільярда доларів США, зуміла виконати свої зобов'язання, не вдаючись до підтримки уряду за програмою «TARP».
Криза поставила багатьох страховиків в важке фінансове становище, що дозволило «MetLife», яка мала в 2009 році за оцінкою уряду США понад 5 мільярдів доларів надлишкового капіталу, відновити експансію на ринку. Було вирішено викупити у «American International Group» (AIG) велику міжнародну компанію American Life Insurance Company (Alico), оскільки вона вже мала розвинений бізнес за межами США і відчувала труднощі з поверненням кредиту уряду США. Операція була завершена в 2010 році, її сума склала 16,2 мільярдів доларів США. Ця покупка дозволила MetLife розширити присутність з 17 країн до 46, а кількість клієнтів до 90 мільйонів. Наявна структура Alico була збережена, а компанії в групі зберегли відносну незалежність.

## Благодійність і рекламні кампанії
MetLife має багату історію благодійної діяльності. 1976 року був заснований фонд MetLife Foundation, що продовжив благодійну політику компанії в сфері охорони здоров'я, освіти, громадської діяльності та культури. 2012 року компанія вклала в благодійну діяльність понад 41 мільйон доларів. За весь час існування фонд виділив понад 530 мільйонів доларів у вигляді грантів і надав 100 мільйонів доларів некомерційним організаціям.

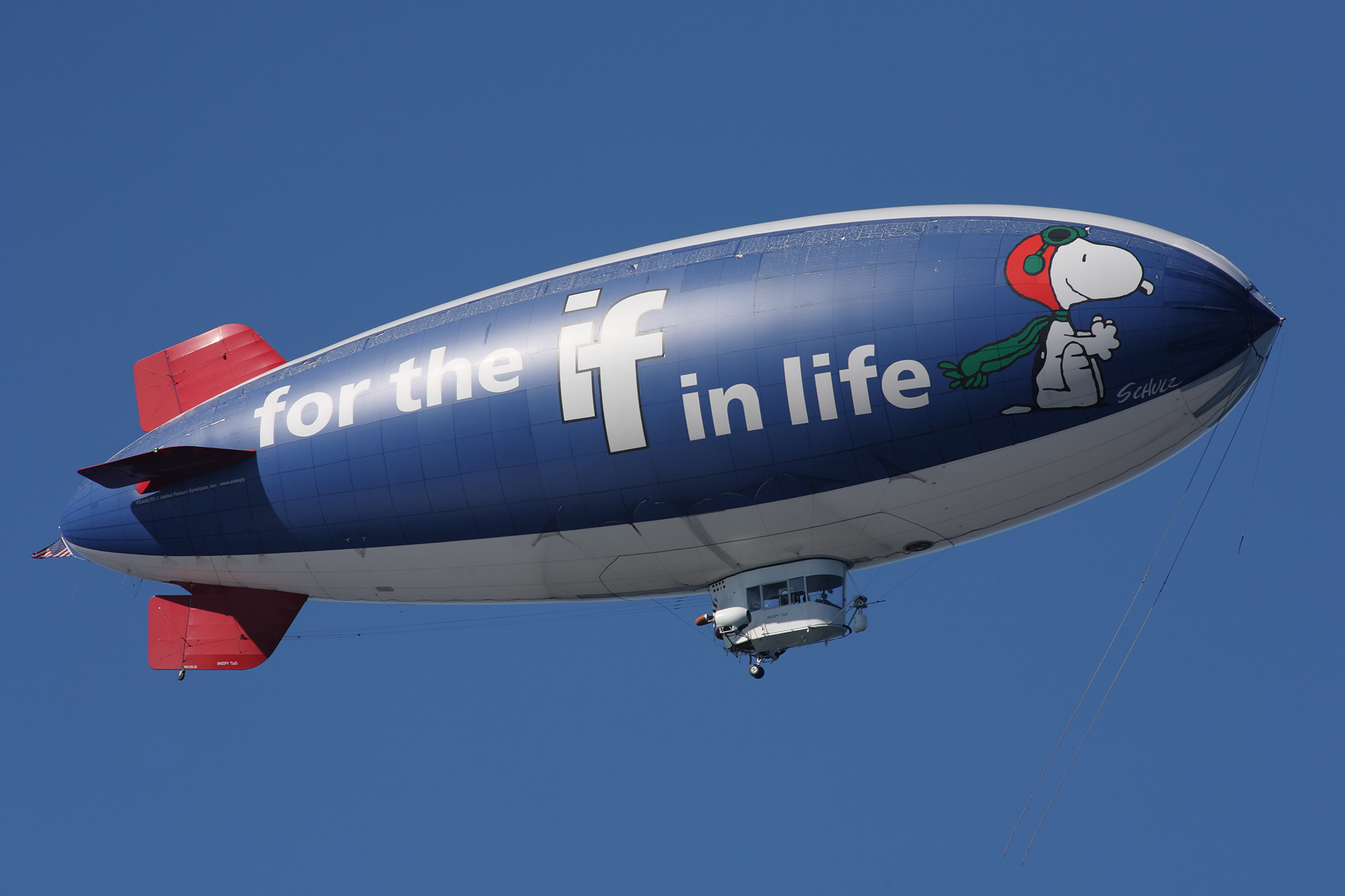
Дирижабль Snoopy 2 з рекламою компанії MetLife

У 1985 році MetLife уклали договір з власниками неймовірно популярної в США франшизи Peanuts для використання в своїй рекламній кампанії пса Снупі та інших персонажів Peanuts. Франшиза привернула увагу MetLife тим, що «безпечна ковдра», з якою не розлучався один з персонажів — Лайнус, символізувала надійність, комфорт і спокій, ті речі що забезпечуються страховою компанією. Згодом Снупі став символом MetLife і використовується досі..
У 1987 році була розпочата рекламна кампанія з використанням дирижабля Snoopy 1. У 1994 році був запущений другий дирижабль — Snoopy 2, а потім і Snoopy J.. Крім рекламних функцій, дирижаблі MetLife використовуються для повітряного телевізійного супроводу в середньому близько 70 спортивних заходів на рік.
У 2005 році була розпочата велика рекламна кампанія під назвою If («Якщо»).

## Структура
MetLife, Inc. являє собою великий міжнародний холдинг, в який крім головної компанії MetLife входить безліч дочірніх компаній в США і філій в різних країнах світу. За межами США холдинг має відділення в країнах Латинської Америки, Європи, Азіатсько-тихоокеанського регіону і Близького Сходу. Згідно із заявою генерального директора компанії Стівена Кандаряна, діяльність MetLife охоплює три напрямки: Америка (США та вся Латинська Америка), Азія (включаючи Японію) і регіон EMEA (Європа, Близький Схід і Африка).
У 2010 році, після покупки Alico, MetLife стала лідером ринку Японії, другою за розмірами на ринку страхування життя, і увійшла до п'ятірки лідерів на ринках багатьох країн, що розвиваються Центральної та Східної Європи (зокрема, Румунії), Середнього Сходу та Латинської Америки. В результаті угоди число клієнтів MetLife, яке становило до того 70 мільйонів чоловік, збільшилася на 20 мільйонів і, згідно з Barron's Magazine, операційний прибуток компанії від зарубіжних операцій зріс більш ніж удвічі, до 40 %.
В Індії MetLife має аффілійовану компанію India Insurance Company Limited (MetLife), що працює на ринку з 2001 року. Головні офіси цієї компанії розташовані в Бангалорі та Гургаоне. Компанія знаходиться в спільному володінні MetLife і декількох місцевих фінансових компаній. 2012 року з одним з індійських банків, Punjab National Bank, було підписано угоду про створення стратегічного альянсу, у якому MetLife India отримала частку в 30 %. За це державний банк прийняв зобов'язання щодо продажу страхових продуктів MetLife в своїх відділеннях.

## Керівництво
Керівництво компанією здійснює Рада директорів, до складу якого входить 13 осіб.
Раду очолює голова. Цю посаду з 1 травня 2011 року по 30 квітня 2029 року обіймав американський топ-менеджер вірменського походження Стівен Кандарян. 30 квітня 2019 року його змінив на посаді президента та генерального директора Мішель Халаф і як голова — Гленн Хаббард.
У число ключових посад в компанії входять керівники регіональних напрямків холдингу — президенти американського дивізіону, азіатського дивізіону і дивізіону EMEA..
Станом на грудень 2023 року рада директорів of MetLife включено:
- Гленн Хаббард — невиконавчий голова;
- Мішель А. Халаф — СЕО, президент і директор;
- Джон Д. Маккаліон — фінансовий директор і виконавчий віце-президент;
- Марк Алан Вайнбергер — незалежний директор;
- Білл Паппас — виконавчий віце-президент, глобальні технології та операції.

## Діяльність
Діяльність компанії сконцентрована в сфері страхування. Так, з 49-мільярдної виручки MetLife за 2009 рік на частку страхових продуктів припадало 53 %. Серед наданих компанією страхових послуг страхування життя, ануїтети, страхування автомобілів і житла, корпоративне страхування і перестрахування. Крім того, MetLife надає роздрібні банківські послуги, а також інші фінансові послуги для приватних осіб.

### Страхування життя
В асортимент продуктів і послуг MetLife в сфері індивідуального страхування життя входить термінове страхування життя, а також кілька видів постійного страхування життя, включаючи довічне страхування на випадок смерті, накопичувальне страхування життя і змінне накопичувальне страхування життя. Компанія також пропонує корпоративне страхування життя через роботодавців: термінове, корпоративне змінне накопичувальне і корпоративне накопичувальне страхування. За даними на 2014 рік за кількістю діючих полісів і деякими іншими показниками MetLife є найбільшою в США компанією зі страхування життя.

### Стоматологічне страхування
MetLife пропонує корпоративні плани стоматологічного страхування для фізичних осіб, співробітників, пенсіонерів та членів їх сімей, а також надає послуги з планування стоматологічної допомоги більш ніж 20 мільйонам чоловік. До числа пропонованих планів відноситься Preferred Dentist Program (програма бажаних стоматологів, PPO) і SafeGuard DHMO (доступна фізичним і юридичним особам в Каліфорнії, Флориді, Нью-Джерсі, Нью-Йорку і Техасі). До 2010 року PPO охопила понад 145 тисяч стоматологів по всій країні, а HMO — понад 13 тисяч стоматологів Каліфорнії, Флориди і Техасу. MetLife також пропонує програму безперервного навчання для лікарів-стоматологів та супутніх професій, визнану Американською стоматологічною асоціацією (ADA) і Академією загальної стоматології (AGD).

### Втрата працездатності
MetLife пропонує продукти зі страхування втрати працездатності для фізичних осіб, а також роботодавців і асоціацій, які укладають договори страхування через роботодавців. За полісом індивідуального страхування втрати працездатності фізичній особі відшкодовується частина доходу в разі нездатності до праці в силу захворювання або травми. В рамках корпоративного страхування MetLife пропонує коротко- і довгострокове страхування втрати працездатності. Після захворювання або нещасного випадку, які спричинили втрату працездатності, потерпілому відшкодовується частина його доходу за перші тижні при короткостроковому страхуванні і за триваліший період при довгостроковому страхуванні.
Компанія також пропонує продукт з управління робочим часом співробітників, що дозволяє керівнику відстежувати планове і позапланову відсутність співробітників на робочому місці і ухвалювати відповідні рішення. Пропонований компанією продукт MetLife Total Absence Management.

### Пенсійне страхування
MetLife входить в число найбільших постачальників послуг пенсійного страхування в світі, встановивши рекорд за обсягами продажів продуктів цього напрямку в 2009 році — 22,4 мільярдів доларів. 2004 року MetLife стала першою страховою компанією, яка представила послугу страхування на випадок довголіття. Станом на 31 грудня 2009 року за управлінням MetLife в усьому світі перебували активи з пенсійного страхування на загальну суму 60 мільярдів доларів, 34 мільярдів з яких припадали на перенесені пенсійні зобов'язання по виплаті допомоги більш ніж 600 тисяч людей щомісяця.

### Страхування автомобілів і житла
MetLife Auto & Home — назва дев'яти афілійованих компаній MetLife, що займаються індивідуальними видами страхування. Спільно вони пропонують індивідуальне страхування і страхування від нещасних випадків у всіх 50 штатах і окрузі Колумбія. Провідна компанія групи — Metropolitan Property and Casualty Insurance Company — була заснована в 1972 році. Тепер[коли?] на компанію групи MetLife Auto & Home припадає понад 2,7 мільйона діючих полісів. Вони обслуговують 58 компаній зі списку Fortune 100.
За інформацією з сайту групи, MetLife Auto & Home пропонує страхування автомобілів і житла будь-якого роду — будинків, квартир, житлових причепів та орендованих квартир. Компанії продають поліси страхування житлових автофургонів, мотовсюдиходів, катерів, житлових причепів, колекційних автомобілів, мотоциклів, а також, завдяки участі в Національній програмі страхування від повеней (NFIP), яка керується на федеральному рівні, пропонують страхування від повені.

### Інші продукти
У число продуктів MetLife входить страхування на випадок критичного захворювання. У число фінансових послуг входить платне фінансове планування, пенсійне планування, управління статками, послуги за напрямком «План 529», банківське обслуговування, а також комерційне та житлове кредитування. Компанія також надає послуги зі складання програм пенсійного забезпечення та інші фінансові послуги організаціям охорони здоров'я, освіти і некомерційним організаціям. MetLife Center for Special Needs Planning є групою фахівців з планування, що займаються обслуговуванням сімей та фізичних осіб з особливими можливостями.